# هنینگ فرنتسل
هنینگ فرنتسل (به آلمانی: Henning Frenzel) بازیکن فوتبال و مهاجم اهل آلمان شرقی بود که از سال ۱۹۶۱ میلادی عضو تیم ملی فوتبال آلمان شرقی بوده‌است. وی در ۵۶ بازی ملی حضور داشته و در بازی‌های ملی‌اش ۱۹ گل به ثمر رساند. هنینگ فرنتسل آخرین بازی ملی خود را در سال ۱۹۷۴ میلادی انجام داد.